# النعمان بن عبد العزيز (إقريطش)
النعمان بن عبد العزيز بن شعيب بن عمر القرطبي، المعروف عند البيزنطيين بالأنيماس (اليونانية: Ἀνεμᾶς)، كان ابن آخر أمير لإقريطش، عبد العزيز بن شعيب. بعد حصار شانداكس [الإنجليزية] وغزو البيزنطيين لجزيرة كريت (إقريطش)، أُسر النعمان ووالده إلى القسطنطينية وقد عُرضا أثناء انتصار الغازي والإمبراطور المستقبلي نقفور الثاني فوكاس.
وبعد استقراره في القسطنطينية، اعتنق النعمان المسيحية وانضم إلى الجيش البيزنطي كعضو في الحرس الشخصي الإمبراطوري.
عندما شن الإمبراطور جون الأول تزيمسكيس حملة ضد كييف روس في عام 971، انضم النعمان إلى الحملة وواصل القتال في عدد من الاشتباكات أثناء حصار دوروستولون. وفقًا لليو الشماس، أثناء هجوم على الروس المحاصرين، انخرط النعمان شخصيًا في قتال مع الرجل الثاني في قيادتهم، إيكمور، وقتله. وفي اليوم التالي (يروي ليو أن هذا اليوم هو الجمعة 24 تموز، ولكن يوم 24 يوافق يوم اثنين) شن الروس هجومًا شاملًا عند غروب الشمس، على أمل تحقيق اختراق. هاجم النعمان زعيم الروس، سفياتوسلاف، وضربه على رقبته، مما أدى إلى سقوطه من على حصانه؛ لكن درعه أنقذ سفياتوسلاف، وسارع الروس إلى مساعدته وهاجموا النعمان. وكان الأخير قادرًا على قتل العديد من الأشخاص، لكنه في النهاية قُتل هو نفسه. ثم هاجم الروس بثقة متجددة، لكنهم تعرضوا لهزيمة ساحقة بسبب الخسائر الفادحة، مما أجبر سفياتوسلاف على الاستسلام وتوقيع معاهدة مع تزيمسكيس.
من الممكن أن تكون عائلة أنيماس التي ظهرت في الطبقة الأرستقراطية البيزنطية في القرنين الحادي عشر والثاني عشر من نسله.